# Nati nel 1757
| Questa pagina contiene informazioni ricavate automaticamente dalle voci biografiche con l'ausilio del template Bio e di un bot. L'aggiornamento è periodico e automatico e ricostruisce completamente la pagina. Se manca una persona in questa lista, sei pregato di non aggiungerla, ma accertati piuttosto che la sua voce biografica contenga il template Bio e che i dati anagrafici siano correttamente compilati. Se il template Bio manca, inseriscilo tu stesso o, in alternativa, metti l'avviso {{tmp\|Bio}} che ne segnala la mancanza. Se i dati riportati sono sbagliati, correggi direttamente la voce biografica; le modifiche saranno visibili in questa lista entro pochi giorni. Per chiarimenti vedi il progetto biografie. La lista contiene solo le 175 persone che sono citate nell'enciclopedia e per le quali è stato implementato correttamente il template Bio. Pagina aggiornata al 18 giu 2025. |

## Gennaio(15)
- 1º gennaio - Francesco Cesarei Leoni, cardinale e vescovo cattolico italiano († 1830)
- 3 gennaio - Tommaso Bucciano, scultore italiano († 1830)
- 4 gennaio - Tituš Brezovački, poeta, scrittore e religioso croato († 1805)
- 6 gennaio - Albrecht Wilhelm Roth, botanico e medico tedesco († 1834)
- 9 gennaio - John Adair, politico e militare statunitense († 1840)
- 11 gennaio - Samuel Bentham, ingegnere inglese († 1831)
- 11 gennaio - Alexander Hamilton, politico e generale statunitense († 1804)
- 19 gennaio - Louise-Félicité Guynement de Kéralio, scrittrice francese († 1821)
- 19 gennaio - John Townshend, politico inglese († 1833)
- 19 gennaio - Augusta di Reuss-Ebersdorf, contessa († 1831)
- 20 gennaio - Sebastiano Giuseppe Danna, generale italiano († 1811)
- 23 gennaio - Paolo Vincenzo Bonomini, pittore italiano († 1839)
- 27 gennaio - Juan Domingo Pignatelli de Aragón y Gonzaga, militare spagnolo († 1819)
- 28 gennaio - Antonio Bartolomeo Bruni, compositore, violinista e direttore d'orchestra italiano († 1821)
- 30 gennaio - Luisa Augusta d'Assia-Darmstadt, principessa tedesca († 1830)

## Febbraio(15)
- 1º febbraio - John Philip Kemble, attore teatrale e impresario teatrale inglese († 1823)
- 3 febbraio - Constantin-François de Chassebœuf de Volney, filosofo e orientalista francese († 1820)
- 3 febbraio - Giuseppe Forlenza, chirurgo e oculista italiano († 1833)
- 3 febbraio - Pál Kitaibel, botanico, chimico e medico ungherese († 1817)
- 11 febbraio - Charles César de Fay de La Tour-Maubourg, militare e politico francese († 1831)
- 12 febbraio - Anton Maria Lamberti, scrittore e poeta italiano († 1832)
- 14 febbraio - Kazimierz Nestor Sapieha, militare polacco († 1798)
- 15 febbraio - Francesco Saverio di Borbone-Spagna, principe († 1771)
- 17 febbraio - Antonio Calegari, compositore italiano († 1828)
- 20 febbraio - John Fuller, politico e filantropo britannico († 1834)
- 21 febbraio - Michel Gabriel Paccard, alpinista francese († 1827)
- 22 febbraio - Francesco Maresca, architetto italiano († 1824)
- 28 febbraio - Domenico Buttaoni, vescovo cattolico italiano († 1822)
- 28 febbraio - Antonio Gabriele Severoli, cardinale e arcivescovo cattolico italiano († 1824)
- 28 febbraio - Federica di Schlieben, nobile tedesca († 1827)

## Marzo(12)
- 1º marzo - Alexis Boyer, medico, chirurgo e anatomista francese († 1833)
- 5 marzo - Tommaso Zonza, militare italiano († 1842)
- 6 marzo - Jean-Pierre Louis de Fontanes, politico francese († 1821)
- 11 marzo - James Saumarez, ammiraglio britannico († 1836)
- 12 marzo - Varvara von Engelhardt, nobildonna russa († 1815)
- 20 marzo - Julien-François Douillard, architetto e politico francese († 1833)
- 21 marzo - James Sowerby, illustratore e naturalista inglese († 1822)
- 23 marzo - Luigi Leonardo Colli, generale italiano († 1809)
- 24 marzo - James Wilkinson, politico e generale statunitense († 1825)
- 29 marzo - Carl Axel Arrhenius, chimico e militare svedese († 1824)
- 30 marzo - Sophie von Fersen, nobildonna svedese († 1816)
- 31 marzo - Gustaf Mauritz Armfelt, generale, diplomatico e politico svedese († 1814)

## Aprile(16)
- 1º aprile - Fabrizio Sceberras Testaferrata, cardinale e arcivescovo cattolico maltese († 1843)
- 6 aprile - Antonio Isidoro Rusca, politico e avvocato svizzero († 1846)
- 7 aprile - Benedetto Frizzi, medico e letterato italiano († 1844)
- 9 aprile - Wojciech Bogusławski, attore teatrale, direttore teatrale e drammaturgo polacco († 1829)
- 9 aprile - Michael Bryan, storico dell'arte e mercante inglese († 1821)
- 9 aprile - Edward Pellew, I visconte di Exmouth, ammiraglio britannico († 1833)
- 11 aprile - Léon II de Perthuis de Laillevault, architetto francese († 1818)
- 14 aprile - Giovanni Bausan, militare e nobile italiano († 1825)
- 14 aprile - Prosdocimo Rotondo, avvocato e patriota italiano († 1799)
- 20 aprile - Pierre Auguste Lajard, politico e ufficiale francese († 1837)
- 22 aprile - Josef Grassi, pittore e miniatore austriaco († 1838)
- 23 aprile - Claus Schall, violinista, compositore e danzatore danese († 1835)
- 25 aprile - Aleksandra Nikolaevna Repnina, nobildonna russa († 1834)
- 27 aprile - Carl Johan Adlercreutz, generale svedese († 1815)
- 27 aprile - Louis François Jean Chabot, generale francese († 1837)
- 30 aprile - Joseph Hager, linguista, lessicografo e orientalista austriaco († 1819)

## Maggio(6)
- 5 maggio - Remigio Crescini, cardinale e vescovo cattolico italiano († 1830)
- 19 maggio - Christian Friedrich Ludwig, naturalista e medico tedesco († 1823)
- 25 maggio - Giuseppe Urbano Pagani Cesa, letterato italiano († 1835)
- 30 maggio - Henry Addington, I visconte Sidmouth, politico britannico († 1844)
- 31 maggio - Philip Yorke, III conte di Hardwicke, politico inglese († 1834)
- 31 maggio - Federico Francesco Saverio di Hohenzollern-Hechingen, militare e politico tedesco († 1844)

## Giugno(11)
- 3 giugno - Giambattista Castelnuovo, vescovo cattolico italiano († 1831)
- 5 giugno - Pierre Jean Georges Cabanis, medico, fisiologo e filosofo francese († 1808)
- 5 giugno - Sven Ingemar Ljungh, naturalista svedese († 1828)
- 7 giugno - Georgiana Spencer, britannica († 1806)
- 8 giugno - Ercole Consalvi, cardinale, politico e mecenate italiano († 1824)
- 9 giugno - Johann Rudolph Czernin von und zu Chudenitz, nobile, politico e mecenate boemo († 1845)
- 10 giugno - Johann Friedrich Ferdinand Fleck, attore teatrale tedesco († 1801)
- 10 giugno - Giacomo Modena, attore teatrale italiano († 1841)
- 18 giugno - Ignace Pleyel, compositore e editore austriaco († 1831)
- 18 giugno - Gervasio Antonio de Posadas, politico argentino († 1833)
- 22 giugno - George Vancouver, esploratore britannico († 1798)

## Luglio(12)
- 9 luglio - Laban Ainsworth, pastore protestante e compositore statunitense († 1858)
- 10 luglio - Mahmud ibn Muhammad, sovrano tunisino († 1824)
- 11 luglio - Johann Matthäus Bechstein, etologo, ornitologo e botanico tedesco († 1822)
- 13 luglio - Stepan Stepanovič Apraksin, nobile e generale russo († 1827)
- 14 luglio - Anders Fredrik Skjöldebrand, generale svedese († 1834)
- 22 luglio - Alexander Ball, ammiraglio britannico († 1809)
- 22 luglio - Jean-Joseph Espercieux, scultore francese († 1840)
- 23 luglio - Anna Maria Panialis, tipografa italiana
- 24 luglio - Vladimir Lukič Borovikovskij, pittore russo († 1825)
- 25 luglio - Marie Schellinck, belga († 1840)
- 25 luglio - Mihály Viczay, numismatico e archeologo ungherese († 1834)
- 28 luglio - Marina Querini, nobildonna italiana († 1839)

## Agosto(13)
- 3 agosto - François-Xavier-Marc-Antoine de Montesquiou-Fézensac, politico francese († 1832)
- 7 agosto - Abbondio Bernasconi, avvocato, notaio e politico svizzero († 1822)
- 9 agosto - Elizabeth Schuyler Hamilton, filantropa statunitense († 1854)
- 9 agosto - Thomas Telford, ingegnere scozzese († 1834)
- 12 agosto - Louisa Stuart, scrittrice britannica († 1851)
- 13 agosto - James Gillray, disegnatore britannico († 1815)
- 17 agosto - Adam von Bartsch, scrittore e incisore austriaco († 1821)
- 19 agosto - Jean-Baptiste Annibal Aubert du Bayet, politico e generale francese († 1797)
- 20 agosto - Federico Carlo di Schleswig-Holstein-Sonderburg-Beck, nobile danese († 1816)
- 21 agosto - Tommaso Nani, giurista italiano († 1813)
- 26 agosto - Antoine Christophe Saliceti, politico italiano († 1809)
- 27 agosto - Dorothy Cavendish, nobildonna inglese († 1794)
- 27 agosto - Girolamo Manieri, vescovo cattolico italiano († 1844)

## Settembre(11)
- 3 settembre - Carlo Augusto di Sassonia-Weimar-Eisenach, nobile tedesco († 1828)
- 6 settembre - Gilbert du Motier de La Fayette, generale e politico francese († 1834)
- 14 settembre - Jean-Jacques Lequeu, architetto e disegnatore francese († 1826)
- 17 settembre - Pedro Domingo Murillo, politico peruviano († 1810)
- 21 settembre - James Jackson, politico e generale statunitense († 1806)
- 22 settembre - Giovan Francesco Compagnoni Marefoschi, arcivescovo cattolico italiano († 1820)
- 23 settembre - Filippo Maria Albertino Bellenghi, arcivescovo cattolico e naturalista italiano († 1839)
- 26 settembre - Maria Amalia di Sassonia, principessa sassone († 1831)
- 29 settembre - Thomas Pakenham, ammiraglio irlandese († 1836)
- 30 settembre - Brigida Banti, soprano italiano († 1806)
- 30 settembre - Michele Palmieri, vescovo cattolico italiano († 1842)

## Ottobre(11)
- 1º ottobre - Andrew Mitchell, ammiraglio britannico († 1806)
- 3 ottobre - Luigi Castiglioni, botanico e politico italiano († 1832)
- 5 ottobre - Luisa Adelaide di Borbone-Condé, religiosa francese († 1824)
- 9 ottobre - Carlo X di Francia, sovrano francese († 1836)
- 10 ottobre - Erik Acharius, botanico e medico svedese († 1819)
- 15 ottobre - Teresio Ferrero della Marmora, cardinale e vescovo cattolico italiano († 1831)
- 21 ottobre - Pierre François Charles Augereau, generale francese († 1816)
- 24 ottobre - Francesco Maria Benedetto Amat Manca, politico e militare italiano († 1830)
- 25 ottobre - Heinrich Friedrich Karl von Stein, politico prussiano († 1831)
- 26 ottobre - Karl Leonhard Reinhold, filosofo austriaco († 1823)
- 27 ottobre - Antonio Fortunato Stella, tipografo e editore italiano († 1833)

## Novembre(15)
- 1º novembre - Francesco Aglietti, medico e letterato italiano († 1836)
- 1º novembre - Antonio Canova, scultore e pittore italiano († 1822)
- 2 novembre - Pio Camillo Bonelli, VIII duca di Salci, duca, politico e rivoluzionario italiano († 1837)
- 3 novembre - Ferdinando Messia de Prado, astronomo italiano († 1810)
- 3 novembre - Robert Smith, politico statunitense († 1842)
- 6 novembre - Louis Abel Beffroy De Reigny, drammaturgo e giornalista francese († 1811)
- 6 novembre - Giuseppe Zurlo, giurista e politico italiano († 1828)
- 12 novembre - Robert Willan, medico inglese († 1812)
- 15 novembre - Jacques-René Hébert, giornalista e rivoluzionario francese († 1794)
- 15 novembre - Heinrich Christian Friedrich Schumacher, medico e botanico danese († 1830)
- 18 novembre - Thomas Taylour, I marchese di Headfort, nobile e politico irlandese († 1829)
- 20 novembre - Jean-Thomas Thibault, architetto e pittore francese († 1826)
- 24 novembre - Louis Charles Antoine de Beaufranchet d'Ayat, generale e politico francese († 1821)
- 27 novembre - Mary Robinson, poetessa inglese († 1800)
- 28 novembre - William Blake, poeta, pittore e incisore britannico († 1827)

## Dicembre(9)
- 5 dicembre - Jean-Baptiste Rauzan, presbitero francese († 1847)
- 6 dicembre - David Baird, I baronetto, generale, politico e nobile scozzese († 1829)
- 7 dicembre - Giuseppe Duodo, militare italiano († 1811)
- 9 dicembre - Simone Pomardi, pittore, disegnatore e viaggiatore italiano († 1830)
- 10 dicembre - Pietro Carlo Antonio Ciani, vescovo cattolico italiano († 1825)
- 17 dicembre - Maria Anna di Savoia, principessa († 1824)
- 18 dicembre - Tommaso De Ocheda, umanista italiano († 1831)
- 22 dicembre - Alessandro Rolla, violinista, violista e compositore italiano († 1841)
- 31 dicembre - Pierre-Ferdinand de Bausset-Roquefort, arcivescovo cattolico francese († 1829)

## Senza giorno specificato(29)
- Carlo Avarna di Gualtieri, politico italiano († 1836)
- Michel de Beaupuy, generale francese († 1796)
- Pierre-Antoine Bellangé, ebanista e disegnatore francese († 1827)
- Pietro Bonci Casuccini, archeologo italiano († 1842)
- Dietrich Adam Heinrich von Bülow, scrittore e militare prussiano († 1807)
- Juan Manuel Cajigal, generale spagnolo († 1823)
- Madame Thenard, attrice teatrale e cantante francese († 1849)
- Francis Douce, antiquario e collezionista d'arte inglese († 1834)
- Alexandre-Hyacinthe Dunouy, pittore francese († 1841)
- Fëdor Sergeevič Gagarin, ufficiale e politico russo († 1794)
- Giovanni Antonio Galignani, editore italiano († 1821)
- Peter Hagerstein, marinaio, traduttore e militare finlandese († 1810)
- Thomas Hardy, pittore e incisore britannico († 1804)
- Josepha Hellmuth, attrice teatrale e soprano tedesca
- Ellis Cornelia Knight, saggista e docente inglese († 1837)
- Osip Antonovič Kozlovskij, compositore russo († 1831)
- Kubo Shunman, artista giapponese († 1820)
- Küçük Hüseyin Pascià, ammiraglio ottomano († 1803)
- Paolo Landriani, pittore, scenografo e architetto italiano († 1839)
- John Milledge, politico statunitense († 1818)
- Johann Gottfried Neumeister, insegnante e organista tedesco († 1840)
- Pietro Pezzi, medico e scrittore italiano († 1826)
- Giuseppe Pisani, scultore italiano († 1839)
- Andrea Querini Stampalia, ammiraglio austriaco († 1825)
- Gaspare Richelmi di Bovile, generale italiano († 1827)
- Grazioso Rusca, scultore svizzero († 1829)
- Caterina Bondini, soprano italiana
- Pietro Taglioretti, pittore, architetto e diplomatico svizzero († 1823)
- John Whitelocke, militare britannico († 1833)